# أكتوبر 2010
أكتوبر 2010 هو الشهر العاشر في عام 2010، بدأ يوم الجمعة، وأنتهى يوم الأحد وأمتد لواحد وثلاثين يومًا.

## بوابة:أحداث جارية
| \| 1 أكتوبر 2010 (الجمعة) \| عدل \| تاريخ \| راقب \| تصفح \| |     |       |      |      |
| - الكتل الشيعية في العراق تعلن اختيار رئيس الوزراء المنتهية ولايته نوري المالكي مرشحًا لها لرئاسة الحكومة بمقاطعة المجلس الإسلامي الأعلى بزعامة عمار الحكيم وحزب الفضيلة. (بي بي سي) - الرئيس الإكوادوري رفاييل كوريا (في الصورة) يعلن بعد قيام وحدات موالية له من الجيش بإقتحام المستشفى الذي كان يحتجز فيه وتخليصه من قبضة المتمردين إن حكومته لن تتسامح أو تعفو عن المتورطين في المحاولة الانقلابية الفاشلة وإنه سيتم تقديمهم للمحاكمة، كما أعلن إنه سيجري عملية تطهير واسعة في صفوف قوات الشرطة. (بي بي سي) - الرئيس الباكستاني الأسبق برفيز مشرف يعلن من لندن تأسيس حزب سياسي جديد تحت اسم رابطة مسلمي عموم باكستان، ويعتذر للشعب الباكستاني عن ما اسماه بالممارسات السلبية التي وقعت أثناء وجوده في السلطة. (بي بي سي) |     |       |      |      |
| 1 أكتوبر 2010 (الجمعة) | عدل | تاريخ | راقب | تصفح |

| \| 2 أكتوبر 2010 (السبت) \| عدل \| تاريخ \| راقب \| تصفح \| |     |       |      |      |
| - منظمة التحرير الفلسطينية تعلن بعد اجتماعها في رام الله أن المفاوضات المباشرة مع إسرائيل لن تستأنف حتى تكف الأخيرة عن بناء المستوطنات على الأراضي المحتلة. (رويترز) - نائب الرئيس السوداني ورئيس حكومة جنوب السودان سيلفا كير (في الصورة) يعلن بأنه سيصوت لإنفصال الجنوب بدعوى أن السنوات الخمس الماضية لم تقنعه بالانحياز إلى الوحدة، ويعتبر أن تأخير الاستفتاء على حق تقرير مصير الجنوب عن موعده سيعرض السودان لظروف قد تقود إلى الحرب. (الجزيرة) |     |       |      |      |
| 2 أكتوبر 2010 (السبت) | عدل | تاريخ | راقب | تصفح |

| \| 3 أكتوبر 2010 (الأحد) \| عدل \| تاريخ \| راقب \| تصفح \| |     |       |      |      |
| - الناخبون البوسنيون يتوجهون إلى محطات الاقتراع للإدلاء بأصواتهم لاختيار مجلس رئاسي جديد يضم ثلاثة أعضاء يمثلون القوى الرئيسية الثلاث في البلاد وهم المسلمون والصرب والكروات. (الجزيرة) - البرازيليون يتوجهون إلى صناديق الاقتراع لانتخاب خليفة للرئيس لويس إيناسيو لولا دا سيلفا (في الصورة) الذي تنتهي ولايته الرئاسية الثانية مع بداية العام القادم. (بي بي سي) |     |       |      |      |
| 3 أكتوبر 2010 (الأحد) | عدل | تاريخ | راقب | تصفح |

| \| 4 أكتوبر 2010 (الإثنين) \| عدل \| تاريخ \| راقب \| تصفح \| |     |       |      |      |
| - هجومان على قافلة لحلف شمال الأطلسي - الناتو قرب إسلام آباد وفي السند يسفران عن مقتل ستة أشخاص وإحراق أكثر من 25 صهريج وقود عندما كانت في طريقها إلى أفغانستان، وحركة طالبان باكستان تعلن إنها هي من قامت بتنفيذ الهجوم. (بي بي سي) - مرشحة حزب العمال البرازيلي الحاكم ديلما روسيف (في الصورة) تتصدر نتائج الدورة الأولى من الانتخابات الرئاسية بدون تحقيق فوز حاسم في مواجهة المرشح الاشتراكي الديمقراطي جوزيه سيرا، على أن تجرى جولة الإعادة في 31 أكتوبر. (بي بي سي) - منح جائزة نوبل في الطب للبريطاني روبرت إدواردز وذلك عن دوره في علاجات التخصيب خارج الرحم. (رويترز) |     |       |      |      |
| 4 أكتوبر 2010 (الإثنين) | عدل | تاريخ | راقب | تصفح |

| \| 5 أكتوبر 2010 (الثلاثاء) \| عدل \| تاريخ \| راقب \| تصفح \| |     |       |      |      |
| - محكمة أمريكية تصدر حكمًا بالسجن مدى الحياة على الأمريكي من أصل باكستاني فيصل شهزاد المتهم بالضلوع بالمحاولة الفاشلة لتفجير ميدان تايمز سكوير بنيويورك في مايو الماضي. (بي بي سي) - إقالة رئيس تحرير صحيفة الدستور المصرية الصحفي المعارض إبراهيم عيسى الذي توقع أن يكون قرار إدارة الصحيفة بإقالته صدر بإيعاز من الحكومة، لكن رئيس مجلس الإدارة السيد البدوي شحاتة نفى ذلك. (رويترز) - فوز عالمين من أصول روسية بجائزة نوبل في الفيزياء، وهما الهولندي أندري جيم (في الصورة) والبريطاني كونستانتين نوفوسيلوف وذلك لتجاربهما الرائدة في مادة القرافين. (رويترز) |     |       |      |      |
| 5 أكتوبر 2010 (الثلاثاء) | عدل | تاريخ | راقب | تصفح |

| \| 6 أكتوبر 2010 (الأربعاء) \| عدل \| تاريخ \| راقب \| تصفح \| |     |       |      |      |
| - وزراء حركة أمل في الحكومة اللبنانية يعلنون تعليق مشاركتهم في جلسات مجلس الوزراء حتى البت في موضوع شهود الزور في قضية اغتيال رفيق الحريري. (العربية) - هجوم صاروخي في صنعاء يستهدف سيارة تقل نائب رئيس البعثة البريطانية في اليمن يؤدي إلى إصابة أحد موظفي السفارة بجروح طفيفة وثلاثة مواطنين يمنيين من المارة، ومسلح يفتح النار داخل مجمع شركة نمساوية للنفط والغاز ويقتل مواطنًا فرنسيًا. (العربية) - منح جائزة نوبل في الكيمياء للعلماء الأمريكي ريتشارد هيك واليابانيين أي إيتشي نيجيشي وأكيرا سوزوكي وذلك لتطويرهم وسيلة تسهل تصنيع كيمياويات مركبة مثل تلك الموجودة في الطبيعة من بينها مواد يمكن أن تساعد على مكافحة السرطان. (رويترز) |     |       |      |      |
| 6 أكتوبر 2010 (الأربعاء) | عدل | تاريخ | راقب | تصفح |

| \| 7 أكتوبر 2010 (الخميس) \| عدل \| تاريخ \| راقب \| تصفح \| |     |       |      |      |
| - رئيس السلطة الوطنية الفلسطينية محمود عباس (في الصورة) يلمح خلال لقائه مع أعضاء المجلس الوطني الفلسطيني في عمّان إلى إمكانية استقالته من منصبه في حال فشلت مفاوضات السلام مع إسرائيل. (العربية) - الرئيس الأفغاني حامد قرضاي يفتتح مجلس السلام الذي تشكل للتوصل إلى اتفاق سلام مع حركة طالبان ومجموعات متمردة أخرى تحارب إدارته منذ تسع سنوات. (العربية) - فوز الأديب البيروفي ماريو بارغاس يوسا بجائزة نوبل في الأدب وذلك وحسب لجنة الجائزة لصوره المحددة المعالم للمقاومة والتمرد والهزيمة. (رويترز) |     |       |      |      |
| 7 أكتوبر 2010 (الخميس) | عدل | تاريخ | راقب | تصفح |

| \| 8 أكتوبر 2010 (الجمعة) \| عدل \| تاريخ \| راقب \| تصفح \| |     |       |      |      |
| - لجنة المتابعة العربية تؤيد قرار القيادة الفلسطينية بوقف المفاوضات المباشرة مع إسرائيل وتحملها مسؤولية توقفها. (العربية) - القوات الإسرائيلية تغتال ناشطين اثنين من كتائب عز الدين القسام وذلك بعد قصفها منزلًا في الخليل بالضفة الغربية. (الجزيرة) - منح جائزة نوبل للسلام للمعارض الصيني ليو شياو بو (في الصورة) وذلك لكفاحه الطويل والسلمي من أجل حقوق الإنسان الأساسية في الصين، والحكومة الصينية تنتقد منحه الجائزة. (رويترز) |     |       |      |      |
| 8 أكتوبر 2010 (الجمعة) | عدل | تاريخ | راقب | تصفح |

| \| 9 أكتوبر 2010 (السبت) \| عدل \| تاريخ \| راقب \| تصفح \| |     |       |      |      |
| - نائب الرئيس السوداني رئيس حكومة جنوب السودان سيلفا كير يطلب من مبعوثي مجلس الأمن التابع للأمم المتحدة الذين يزورون السودان حاليًا بنشر قوة لحفظ السلام على الحدود بين شمال السودان وجنوبه قبل حلول موعد الاستفتاء حول انفصال الجنوب. (بي بي سي) - جماعة الإخوان المسلمين في مصر تقرر المشاركة في انتخابات مجلس الشعب المقبلة والمنافسة على 30% من إجمالي المقاعد في المجلس. (العربية) - وزارة الخارجية الباكستانية تعلن عن إعادة فتح طريق الإمدادات الرئيسية للقوافل التابعة لحلف شمال الأطلسي في اتجاه أفغانستان وذلك بعد دراسة الوضع من كل النواحي الأمنية. (العربية) |     |       |      |      |
| 9 أكتوبر 2010 (السبت) | عدل | تاريخ | راقب | تصفح |

| \| 10 أكتوبر 2010 (الأحد) \| عدل \| تاريخ \| راقب \| تصفح \| |     |       |      |      |
| - الحكومة الإسرائيلية تقر تعديل قانون المواطنة والذي أصبح يطالب من يريد الحصول على الجنسية الإسرائيلية الاعتراف بإسرائيل كدولة يهودية ديمقراطية وأن يؤدي يمين الولاء لها. (بي بي سي) - الرئيس السوداني عمر البشير (في الصورة) يتهم المتمردين السابقين في جنوب السودان الحركة الشعبية لتحرير السودان بالتراجع عن بنود اتفاقية السلام الموقعة بينهما، ويحذر من خطر تفجر صراع أسوأ إذا لم يتوصل الجانبان لتسوية الخلافات قبل إجراء الاستفتاء بشأن انفصال الجنوب. (رويترز) - العراق يبث اعترافات لرجلين بينا فيها صلتهما بهجمات تفجيرية على سفارات مصر وإيران وألمانيا ومكتب قناة العربية، واعترفا بأنهما يعملان لحساب تنظيم القاعدة. (رويترز) |     |       |      |      |
| 10 أكتوبر 2010 (الأحد) | عدل | تاريخ | راقب | تصفح |

| \| 11 أكتوبر 2010 (الإثنين) \| عدل \| تاريخ \| راقب \| تصفح \| |     |       |      |      |
| - رئيس الوزراء الإسرائيلي بنيامين نتنياهو (في الصورة) يشترط اعتراف الفلسطينيين بإسرائيل كدولة للشعب اليهودي مقابل تجميد الاستيطان، والسلطة الوطنية الفلسطينية ترفض ذلك على الفور. (العربية) - النائب اللبناني عقاب صقر من كتلة تيار المستقبل التابعة لرئيس الحكومة سعد الدين الحريري يقول إن الأخير لم ولا ولن يقبل أي قرار ظني من المحكمة الدولية يتهم حزب الله بالتورط في اغتيال رئيس الوزراء الأسبق رفيق الحريري، وينفي قيام تيار المستقبل بفبركة شهود الزور. (بي بي سي) - منح جائزة نوبل في العلوم الاقتصادية إلى الأمريكيين بيتر دايموند وديل مورتنسن والبريطاني من أصل قبرصي كريستوفر بيساريدس وذلك تقديرًا لدورهم في تطوير نظريات تفسر التفاعل بين السياسات الاقتصادية وسوق العمالة. (بي بي سي) |     |       |      |      |
| 11 أكتوبر 2010 (الإثنين) | عدل | تاريخ | راقب | تصفح |

| \| 12 أكتوبر 2010 (الثلاثاء) \| عدل \| تاريخ \| راقب \| تصفح \| |     |       |      |      |
| - الرئيس السوداني عمر البشير يؤكد بكلمة أمام البرلمان بأنه لن يقبل بديلًا للوحدة رغم إلتزامه باتفاق السلام الشامل، ويقول إن الوحدة هي الخيار الراجح للجنوب إذا اتيحت له حرية الاختيار في استفتاء حر ونزيه. (بي بي سي) - نقابات العمال في فرنسا تقوم بعملية إضراب عن العمل في قطاعات رئيسية وذلك في محاولة للضغط على الحكومة لثنيها عن المضي قدمًا في تطبيق قرار رفع سن التقاعد من 60 إلى 62 عامًا. (بي بي سي) - محكمة مصرية تصدر أحكامًا بحبس مسؤول في وزارة الثقافة وعشرة موظفين آخرين ثلاث سنوات لكل منهم ودفع كفالة بقيمة 10 آلاف جنيه مصري في قضية سرقة لوحة زهرة الخشخاش للفنان فينسنت فان غوخ من متحف بالقاهرة وذلك بعد إدانتهم بالإهمال والتقصير والإخلال بأداء واجبات وظائفهم مما ترتب عليه سرقة اللوحة. (الجزيرة) |     |       |      |      |
| 12 أكتوبر 2010 (الثلاثاء) | عدل | تاريخ | راقب | تصفح |

| \| 13 أكتوبر 2010 (الأربعاء) \| عدل \| تاريخ \| راقب \| تصفح \| |     |       |      |      |
| - أمين سر اللجنة التنفيذية لمنظمة التحرير الفلسطينية ياسر عبد ربه يقول إن المنظمة دعت الإدارة الأمريكية والحكومة الإسرائيلية إلى تقديم خرائط توضح حدود دولة إسرائيل التي ترغب في أن يعترف بها الفلسطينيون، وذلك لأن الفلسطينيين يريدون معرفة ما إذا كانت هذه الدولة ستضم الأراضي والمنازل الفلسطينية في القدس الشرقية، وما إذا كانت الخريطة الإسرائيلية تستند على حدود عام 1967 وتهدف لإنهاء الاحتلال الإسرائيلي للأراضي الفلسطينية، ويضيف بأن بعد تقديم الخرائط سيتم الاعتراف بإسرائيل بأي اسم تريده لنفسها وفق القانون الدولي. (الجزيرة) - الرئيس الإيراني محمود أحمدي نجاد (في الصورة) يزور لبنان ويلتقي برئيسها ميشال سليمان الذي قال بعد إجراء المباحثات الرسمية بينهما بأنهما اتفقا على التمسك بالحقوق العربية والفلسطينية كافة بما في ذلك حق استعادة جميع الأراضي العربية المحتلة وعودة اللاجئين إلى ديارهم. (بي بي سي) - إنقاذ جميع المحتجزين الثلاثة والثلاثين في حادثة انهيار منجم كوبيابو في تشيلي. (بي بي سي) |     |       |      |      |
| 13 أكتوبر 2010 (الأربعاء) | عدل | تاريخ | راقب | تصفح |

| \| 15 أكتوبر 2010 (الجمعة) \| عدل \| تاريخ \| راقب \| تصفح \| |     |       |      |      |
| - الأمم المتحدة تعلن عزمها نشر قوات دولية في المناطق الساخنة على الحدود بين شمال وجنوب السودان خلال الأسابيع المقبلة وذلك للحيلولة دون وقوع أعمال عنف مع اقتراب استفتاء حق تقرير مصير الجنوب. (بي بي سي) - الرئيس الصومالي شريف شيخ أحمد (في الصورة) يعلن تعيين الدبلوماسي السابق محمد عبد الله محمد رئيسًا للوزراء خلفًا لعمر شارماركي الذي استقال في 21 سبتمبر الماضي.-(سي إن إن) |     |       |      |      |
| 15 أكتوبر 2010 (الجمعة) | عدل | تاريخ | راقب | تصفح |

| \| 16 أكتوبر 2010 (السبت) \| عدل \| تاريخ \| راقب \| تصفح \| |     |       |      |      |
| - الجيش السوداني ينتقد خطط الأمم المتحدة بشأن إقامة منطقة عازلة على طول الحدود بين شمال وجنوب السودان، وتقول إن ذلك التحرك يدل إما عن الجهل بمجريات الأحداث الحقيقية في السودان أو تحرشًا يستهدف استقراره وسلامته. (رويترز) - الولايات المتحدة تعرب عن خيبة أملها إزاء قرار الحكومة الإسرائيلية الإعلان عن استدراج عروض لبناء وحدات استيطانية جديدة في القدس الشرقية، واللجنة التنفيذية في منظمة التحرير الفلسطينية تعلن بعد اجتماعها بأنها تدرس بعمق كل الخيارات المطروحة في ظل تعثر المفاوضات المباشرة مع إسرائيل ومنها خيار التوجه إلى الأمم المتحدة. (بي بي سي) - آلاف الفرنسيين يخرجون في مظاهرات في مختلف المدن الفرنسية احتجاجًا على خطة الرئيس نيكولا ساركوزي لرفع سن التقاعد وذلك استمرارًا لسلسلة الإضرابات منذ أربعة أيام. (بي بي سي) - الرئيس الجورجي ميخائيل ساكاشفيلي (في الصورة) يرحب بالتعديلات التي أدخلت على الدستور والتي تنقل بعض صلاحيات رئيس الجمهورية إلى رئيس الوزراء. (الجزيرة) |     |       |      |      |
| 16 أكتوبر 2010 (السبت) | عدل | تاريخ | راقب | تصفح |

| \| 18 أكتوبر 2010 (الإثنين) \| عدل \| تاريخ \| راقب \| تصفح \| |     |       |      |      |
| - الأمم المتحدة تقرر إرسال مئة جندي إضافي إلى منطقة أبيي المنتجة للنفط بالسودان وذلك لتعزيز الأمن قبل الاستفتاء الذي ستقرر خلاله المنطقة إن كانت تريد الإنضمام إلى شمال السودان أو جنوبه. (رويترز) - محكمة يمنية تصدر حكمًا بالإعدام على خبير متفجرات ينتمي لتنظيم القاعدة. (رويترز) |     |       |      |      |
| 18 أكتوبر 2010 (الإثنين) | عدل | تاريخ | راقب | تصفح |

| \| 20 أكتوبر 2010 (الأربعاء) \| عدل \| تاريخ \| راقب \| تصفح \| |     |       |      |      |
| - الرئيس المصري محمد حسني مبارك يصدر قرارًا بدعوة الناخبين لانتخاب أعضاء مجلس الشعب في 28 نوفمبر المقبل، على أن تكون الدورة الثانية للانتخابات في الدوائر التي ستتم بها جولة إعادة في 5 ديسمبر، على أن يبدأ المجلس المنتخب دورة انعقاده الجديدة يوم 13 ديسمبر. (بي بي سي) - الرئيس الفرنسي نيكولا ساركوزي (في الصورة) يأمر الشرطة بإعادة فتح جميع مستودعات الوقود التي أغلقها المضربون والمحتجون على خطط الحكومة لتغيير نظام التقاعد، والمتظاهرون يعيدون إغلاق بعض المستودعات بعد ساعات من قيام الشرطة بفتحها. (بي بي سي) |     |       |      |      |
| 20 أكتوبر 2010 (الأربعاء) | عدل | تاريخ | راقب | تصفح |

| \| 22 أكتوبر 2010 (الجمعة) \| عدل \| تاريخ \| راقب \| تصفح \| |     |       |      |      |
| - المبعوث الأمريكي للسودان سكوت جريشن يقول إن على مسؤولي شمال السودان وجنوبه أن يكونوا على استعداد لتقديم تنازلات الأسبوع القادم حين يجتمعون في إثيوبيا لبحث العراقيل المتبقية أمام الاستفتاء المقرر إجراؤه في يناير المقبل والذي قد ينتهي بأن يصبح الجنوب الغني بالنفط دولة مستقلة. (رويترز) - مجلس الشيوخ الفرنسي يصوت بأغلبية أعضائه لصالح التعديلات الحكومية على مشروع إصلاح قانون التقاعد وذلك تمهيدًا لإقراره وسط معارضة للنقابات وأحزاب المعارضة له. (الجزيرة) |     |       |      |      |
| 22 أكتوبر 2010 (الجمعة) | عدل | تاريخ | راقب | تصفح |

| \| 23 أكتوبر 2010 (السبت) \| عدل \| تاريخ \| راقب \| تصفح \| |     |       |      |      |
| - انتهاء عملية الإقتراع في الانتخابات التشريعية والبلدية البحرينية، والمعارضة تشكو من عدم تمكن ألف من مناصريها من الإدلاء بأصواتهم بسبب عدم وجود أسمائهم ضمن كشوف الناخبين. (بي بي سي) - رئيس الحكومة الفلسطينية المقالة إسماعيل هنية يدعو إلى تدويل قضية الأسرى الفلسطينيين في السجون الإسرائيلية، ويطالب السلطة الوطنية الفلسطينية والسلطات المصرية بالإفراج عن المعتقلين الفلسطينيين الموجودين في سجونهما على خلفية سياسية. (الجزيرة) - وباء الكوليرا يجتاح هايتي ونيجيريا ويحصد مئات الأرواح أغلبهم من الأطفال والنساء. (العربية) |     |       |      |      |
| 23 أكتوبر 2010 (السبت) | عدل | تاريخ | راقب | تصفح |

| \| 24 أكتوبر 2010 (الأحد) \| عدل \| تاريخ \| راقب \| تصفح \| |     |       |      |      |
| - رئيس الوزراء الإسرائيلي بنيامين نتنياهو يحذر الفلسطينيين من إتخاذ خطوة الذهاب إلى الأمم المتحدة لإعلان دولتهم من جانب واحد. (رويترز) - المحكمة العراقية العليا تأمر بانعقاد البرلمان العراقي لاستئناف جلساته على الرغم من عدم وجود اتفاق بشأن تشكيل الحكومة الجديدة. (العربية) - رئيس الوزراء العراقي المنتهية ولايته نوري المالكي (في الصورة) ينتقد التوقيت الذي تم فيه تسريب الوثائق الأمريكية السرية حول الحرب في العراق على موقع ويكيليكس، حيث يرى أنه محاولة للإضرار بمجهوده لتشكيل الحكومة الجديدة عبر تأجيج الغضب ضد الأحزاب الوطنية وزعمائها خصوصًا ضد رئيس الوزراء. (بي بي سي) - المعارضة البحرينية ممثلة بجمعية الوفاق الوطني الإسلامية تحصل على 18 مقعدًا في مجلس النواب الجديد من أصل 40 مقعدًا. (بي بي سي) |     |       |      |      |
| 24 أكتوبر 2010 (الأحد) | عدل | تاريخ | راقب | تصفح |

| \| 26 أكتوبر 2010 (الثلاثاء) \| عدل \| تاريخ \| راقب \| تصفح \| |     |       |      |      |
| - الرئيس السوداني عمر البشير ونائبه الأول سيلفا كير يتعهدان في بيان مشترك بعدم العودة إلى الحرب والحفاظ على علاقات جيدة بين الشمال والجنوب، واتفقا على وضع رؤية مشتركة من أجل تطوير العلاقات بين الشمال والجنوب أيًا كانت نتيجة الاستفتاء. (بي بي سي) - وزيرة الخارجية الأمريكية هيلاري كلينتون (في الصورة) تقول إن خلاف بلادها مع إيران ليس حول مفاعل بوشهر النووي بل على مفاعلي قم ونطنز، وذلك بعد الإعلان الإيراني عن بدء ضخ الوقود النووي في مفاعل بوشهر. (بي بي سي) |     |       |      |      |
| 26 أكتوبر 2010 (الثلاثاء) | عدل | تاريخ | راقب | تصفح |

| \| 27 أكتوبر 2010 (الأربعاء) \| عدل \| تاريخ \| راقب \| تصفح \| |     |       |      |      |
| - مواجهات بين شبان فلسطينيين وقوات الشرطة الإسرائيلية في مدينة أم الفحم، وكانت الشرطة قد جاءت للفصل بين الفلسطينيين وبين متظاهرين من حركة يهودية يمينية في يطالبون بحظر الحركة الإسلامية ومنعها من القيام بأي أنشطة داخل إسرائيل والإبقاء على رئيسها الشيخ رائد صلاح (في الصورة) في السجن مدى الحياة. (بي بي سي) - مفوضية الأمم المتحدة لحقوق الإنسان تقول إن على السلطات الأمريكية والعراقية التحقيق بشأن مزاعم التعذيب وانتهاكات حقوق الإنسان في العراق التي كشفت عنها وثائق عسكرية سرية أمريكية نشرها موقع ويكيليكس. (بي بي سي) - الإمارات العربية المتحدة تعلن وفاة حاكم إمارة رأس الخيمة الشيخ صقر بن محمد القاسمي بعد أشهر من دخوله المستشفى، وتولي ولي عهده الشيخ سعود بن صقر القاسمي حكم الإمارة خلفًا له، وولي عهد الإمارة السابق الشيخ خالد بن صقر القاسمي يعلن في رسالة فيديو عبر الإنترنت إنه هو حاكم الإمارة الجديد وذلك بصفته النجل الأكبر للحاكم السابق.-(سي إن إن) - الإعلان عن وفاة رئيس الأرجنتين السابق نيستور كيرشنير. (رويترز) |     |       |      |      |
| 27 أكتوبر 2010 (الأربعاء) | عدل | تاريخ | راقب | تصفح |

| \| 28 أكتوبر 2010 (الخميس) \| عدل \| تاريخ \| راقب \| تصفح \| |     |       |      |      |
| - أمين عام حزب الله حسن نصر الله يدعو اللبنانيين إلى عدم التعاون مع المحكمة الدولية الخاصة بلبنان، ويرى أن أي تعاون مع المحققين هو اعتداء على المقاومة، نظرًا لما اعتبره تطورًا فضائحيًا في سلوك المحققين . (بي بي سي) - رئيس السلطة الوطنية الفلسطينية محمود عباس يعلن بعد لقائه مع وزير الخارجية المصري أحمد أبو الغيط (في الصورة) ورئيس المخابرات العامة عمر سليمان أن خيار العودة إلى المفاوضات المباشرة ما زال يحتل الأولوية لدى الجانب الفلسطيني شرط إلتزام إسرائيل بوقف نشاطها الاستيطاني، ويشدد على أنه لن يتم الانتقال إلى مجلس الأمن الدولي للاعتراف بالدولة الفلسطينية إلا بعد فشل الخيارات المتاحة الأخرى. (الجزيرة) - حزب المؤتمر الوطني الحاكم في السودان يرفض اقتراحًا من الحركة الشعبية لتحرير السودان بضم منطقة أبيي المتنازع عليها بكاملها إلى جنوب السودان والتخلي عن إجراء استفتاء بهذا الشأن في إطار صفقة شاملة حول ترسيم الحدود والعلاقات الشمالية / الجنوبية بعد استفتاء تقرير مصير الجنوب في يناير القادم. (الجزيرة) - نائب الرئيس السوداني رئيس حكومة جنوب السودان سيلفا كير يقول إنه لا يستبعد إقامة علاقات جيدة مع إسرائيل وفتح سفارة لها في جوبا عاصمة الإقليم وذلك في حال اختار الجنوبيون الانفصال في الاستفتاء المقرر مطلع العام المقبل، وذلك لأنه يعتبر أنها عدوة للفلسطينيين فقط وليست عدوة لجنوب السودان. (العربية) |     |       |      |      |
| 28 أكتوبر 2010 (الخميس) | عدل | تاريخ | راقب | تصفح |

| \| 30 أكتوبر 2010 (السبت) \| عدل \| تاريخ \| راقب \| تصفح \| |     |       |      |      |
| - ملك السعودية عبد الله بن عبد العزيز آل سعود (في الصورة) يدعو المسؤولين العراقيين إلى إجراء محادثات في الرياض ترعاها جامعة الدول العربية وذلك لتجاوز مأزق تشكيل الحكومة العراقية. (الجزيرة) - شرطة دبي تعلن عن اكتشاف طرد في مطار دبي الدولي وهو في طريقه إلى الولايات المتحدة كان يحتوي على قنبلة مخبأة في طابعة، تشير إلى أنه يحمل بصمات تنظيم القاعدة. (العربية) - الناخبون البحرينيون يتوجهون إلى صناديق الاقتراع للإدلاء بأصواتهم في الجولة الثانية من الانتخابات النيابية والبلدية التي أجريت الجولة الأولى منها السبت الماضي، ويتنافس بهذه الجولة 18 مرشحًا نيابيًا على 9 مقاعد من أصل 40 وذلك بعد فوز 31 مرشحًا في الجولة الأولى. (العربية) |     |       |      |      |
| 30 أكتوبر 2010 (السبت) | عدل | تاريخ | راقب | تصفح |

| \| 31 أكتوبر 2010 (الأحد) \| عدل \| تاريخ \| راقب \| تصفح \| |     |       |      |      |
| - الشرطة العراقية تداهم كنيسة للسريان الكاثوليك في منطقة الكرادة بالعاصمة بغداد وتخلص 50 رهينة احتجزها مسلحون كانوا قد اقتحموا الكنيسة بعد فشلهم باقتحام سوق الأوراق المالية وقتلوا ستة أشخاص من بين الرهائن. (بي بي سي) - تفجير انتحاري في ميدان تقسيم بوسط مدينة إسطنبول التركية يؤدي إلى إصابة 22 شخصًا بينهم 10 من رجال الشرطة. (بي بي سي) - ائتلاف دولة القانون الذي يتزعمه رئيس الوزراء العراقي المنتهية ولايته نوري المالكي يتحفظ على دعوة ملك السعودية عبد الله بن عبد العزيز آل سعود للأحزاب العراقية لحضور مؤتمر يهدف إلى حل مشكلة تشكيل حكومة الجديدة بعد الانتخابات النيابية التي جرت في مارس / آذار الماضي وذلك لأنهم يرون المبادرة بمثابة تشويش وإثارة، وأشاروا إلى أن العراقيين اقتربوا من حل الأزمة. (بي بي سي) - البرلمان الصومالي يقر تعيين محمد عبد الله محمد رئيسًا للوزراء بأغلبية 297 صوتًا من بين 392 عضوًا في البرلمان. (الجزيرة) |     |       |      |      |
| 31 أكتوبر 2010 (الأحد) | عدل | تاريخ | راقب | تصفح |

| أحداث جارية |
| --- |
| - أزمة الدين الحكومي اليوناني - جائحة فيروس كورونا 2019–20 - التدخل العسكري الروسي في أوكرانيا - التدخل العسكري الروسي في سوريا - الحرب الأهلية السورية - الهجوم على شمال غرب سوريا (2024) - الحرب الأهلية السودانية 2023 - عملية طوفان الأقصى - الحرب الفلسطينية الإسرائيلية (الخط الزمني) - صراع حزب الله وإسرائيل (2023–الآن) - - أزمة البحر الأحمر - الهجمات على القواعد الأمريكية في العراق وسوريا 2023 - الأزمة الإنسانية في غزة (2023 – الآن) تفاصيل أكثر النزاعات الجارية أدناه |

| وفيات حديثة |
| --- |
| - 15 مايو: جلان إدوارد روجرز - 15 مايو: لويجي ألفا - 16 مايو: إيمانويل كونديه - 16 مايو: دونكان كامبل - 16 مايو: برايان غلانفيل - 16 مايو: شون دنيس - 16 مايو: بيتر لاكس - 16 مايو: جايسون كونتي - 17 مايو: مايكل ليدين - 17 مايو: كوركيس إسماعيل - 17 مايو: علي القزق - 18 مايو: عزيز الحجار - 18 مايو: ليزلي إبستاين - 19 مايو: جوناثان باريديس - 19 مايو: فدوى محسن - 19 مايو: يوري غريغوروفيتش - 19 مايو: إغناثيو رودريغيز (لاعب كرة قدم) - 20 مايو: كاي آرثر - 20 مايو: نينو بنفينوتي - 20 مايو: غادي كندة |

| نزاعات جارية |
| --- |
| - التدخل العسكري الدولي ضد تنظيم الدولة الإسلامية (داعش) - الكاميرون - الحرب الأهلية الكاميرونية - جمهورية إفريقيا الوسطى - حرب جمهورية إفريقيا الوسطى الأهلية (2012–الآن) - جمهورية الكونغو الديموقراطية - تمرد القوات الديمقراطية المتحالفة - صراع كيفو - الحرب الأهلية الأثيوبية (2018-حاليا) - موزمبيق - التمرد الإسلاموي في موزمبيق - نيجيريا - تمرد بوكو حرام - التمرد الإسلامي في الساحل - تمرد الجهاديين في بوركينا فاسو · حرب مالي - الحرب الأهلية الصومالية - الحرب في الصومال (2009–الآن) - السودان - نزاع السودان - النزاع في أفغانستان - النزاع بين طالبان والدولة الإسلامية في أفغانستان - صراع بنجشير - الهند - التمرد في جامو وكشمير - العصيان الماوي-الناكسالي - إندونيسيا - أزمة بابوا - الصراع الداخلي في ميانمار - الحرب الأهلية في ميانمار - باكستان - صراع بلوشستان - عصيان خيبر بختونخوا - الصراع الأهلي في الفلبين - التمرد الشيوعي في الفلبين - الحرب الروسية الأوكرانية - الغزو الروسي لأوكرانيا - صراع العراق - التمرد العراقي (2017–الآن) - صراع إسرائيل وغزة - الحرب الفلسطينية الإسرائيلية 2023 - أزمة البحر الأحمر - الحرب الأهلية السورية - التدخل الأجنبي في الحرب الأهلية السورية - تركيا - الولايات المتحدة - اليمن - الحرب الأهلية اليمنية - التدخل العسكري في اليمن |